# Östra Tarmtjärnen
Östra Tarmtjärnen är en sjö i Ljusdals kommun i Hälsingland och ingår i Ljusnans huvudavrinningsområde.